# SRGB

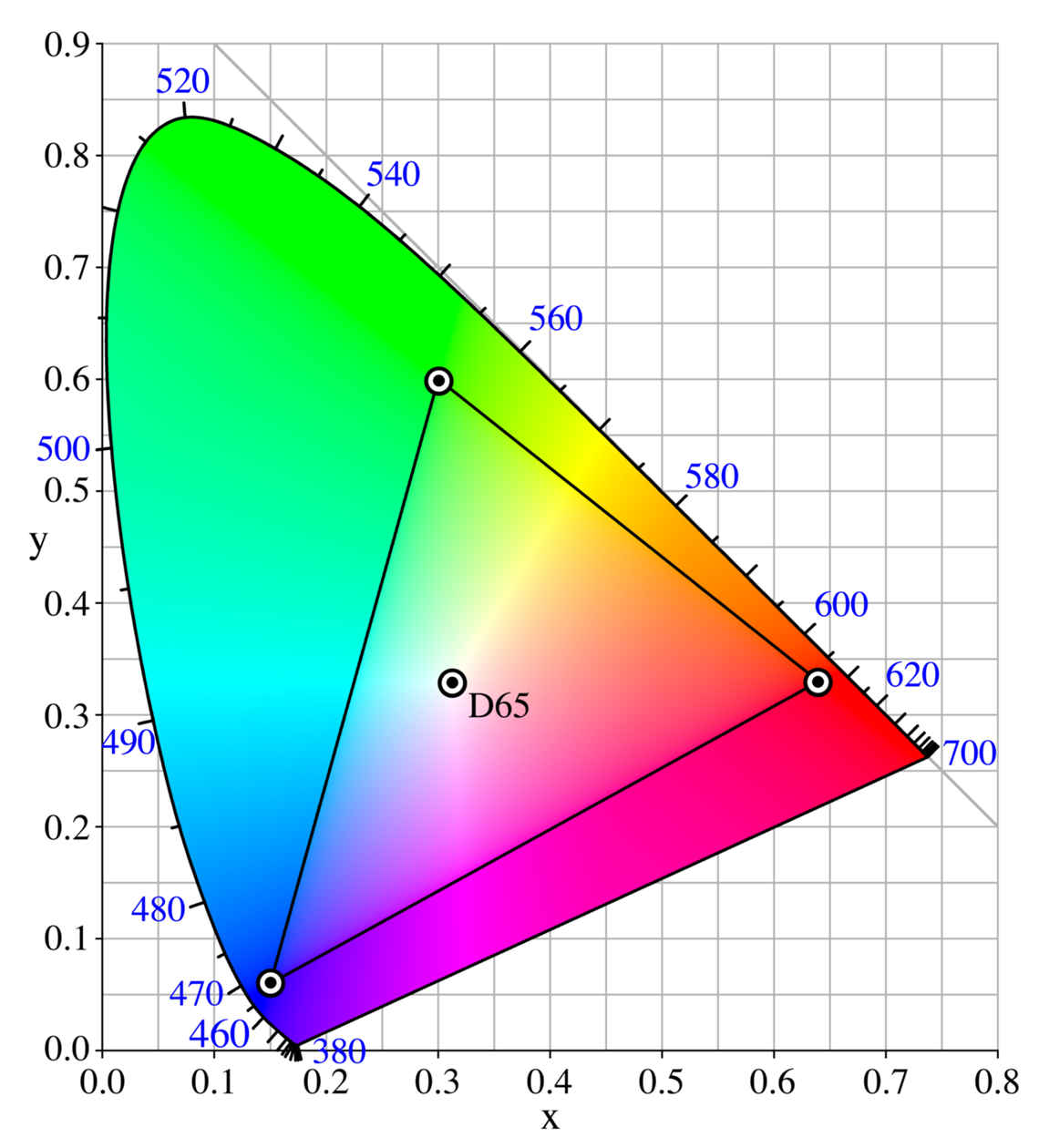
CIE 1931 xy chromatický diagram (kolorimetrický trojúhelník) předvádí gamut sRGB barevný prostor a umístění primárních barev. D65 white point /bílý bod/ je předváděn ve středu. Všimněte si, že plochy mimo trojúhelník nemohou být přesně vybarveny, protože jsou mimo gamut displeje počítače.

sRGB je standardní RGB (Red Green Blue, červená zelená modrá) barevný prostor vytvořený ve spolupráci HP a Microsoft pro použití na monitoru, tiskárnách a Internetu. Původně byl čistě pragmaticky sestaven v roce 1995 Ralfem Kuronem z FOGRA ve spojení s ICC. Je podporovaný W3C, Exif, Intel, Pantone, Corel a spoustou průmyslových přehrávačů, je také dobře snášen open source software jako například GIMP, a je otvírán například ve formátu SVG.
sRGB barevný prostor je určen a navržen pro prohlížení, které je typické pro domácí a kancelářské podmínky. Tmavší provedení je naopak typické pro komerční účely. Používá se ITU-R BT.709-2 (stejně jako použití v SMPTE monitoru) a funkce přenášení (gamma křivka) typické pro CRT. Toto určení platí pro sRGB, aby bylo přímo zobrazeno non-ICC-aware aplikacemi na monitoru, což je faktor, který značně podporuje jeho přijetí. Téměř všechny softwary byly a jsou navrženy s předpokladem 8 bitů / kanál souboru obrázku nemění umístění do 8 bitů/, displej kanálu se bude zdát více než sRGB specifické příkazy. LCD monitory, digitální kamery, tiskárny a skenery podporují standard sRGB. Zařízení, která přirozeně nepodporují sRGB (jako starší monitory CRT) zahrnuje kompenzační obvod nebo software tak, že nakonec i oni se podřídí těmto standardům (toto poněkud méně platí pro výšku-konče profesionálním vybavením, které stále zpravidla podporuje sRGB). Z toho důvodu se předpokládá (v nepřítomnosti vloženého profilu nebo nějaké jiné informace), že nějaký 8bitový kanál souboru obrázku API nebo zařízení rozhraní počítače, je v sRGB barevném prostoru.
sRGB gamma nemůže být vyjádřena jako jednoduchá číselná hodnota. Celkově je gamma přibližně 2.2, skládající se z lineárních (gamma 1.0) úseků blízko černé a nelineárních úseků jinde zahrnující 2.4 a gammu měnící se z 1.0 po 2.3.

## Přehled
sRGB definuje barevnost primárek červené, zelené a modré, což jsou barvy, kde jeden ze třech kanálů je na maximální hodnotě a ostatní dvě jsou na nule. V CIE xy souřadnicích barvy je červená jako [0.3000, 0.6000], modrá je [0.1500, 0.0600] a bílý bod je D65 [0.3127,0.3290]. Jako s jakýmkoli RGB barevným modelem, pro nezáporné hodnoty R, G, a B není možné znázornit barvy mino barevný trojúhelník definovaný primárkami, barvy gamutu, který je vhodně zvolen v barevném rozsahu viditelném člověkem.

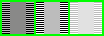
Na sRGB displeji, každá pevně daná lišta musí být tak jasná jako její okolí.

sRGB také definuje nelineární transformaci mezi intenzitou těchto primárek a právě uloženým číslem. Křivka je podobná gammě zobrazení, odpovídající CRT. Je důležitější znovu použít tuto křivku než primárky, abychom dostali skutečně správné zobrazení sRGB obrázku. Tato nelineární konverze znamená, že sRGB poskytuje dostatek možností pro zpracování celých čísel v obrázkovém souboru tak, aby byl člověk schopen vnímat svými smysly výsledné zobrazení.
Autoři profesionálních publikací se někdy této metodě sRGB vyhýbají, protože věrnost a pestrost výsledných barev není dostatečná k tomu, aby vyhovovala možnostem tisku reprodukcí v CMYK. To platí zejména pro barevné odstíny v modrozelené škále. Přehled důvodů, pro které je upřednostňováno použití Adobe RGB při tisku publikací, jsou uvedeny v kapitole RGB barevný prostor RGB color space.

## Upřesnění transformace

### Pokročilá transformace (CIE xyY nebo CIE XYZ do sRGB)
První krok ve výpočtu sRGB tristimulusních hodnot z CIE XYZtristimulusních hodnot je lineární transformace, která může být provedena násobením matic (matrix). Poznámka, že tyto lineární hodnoty nejsou  konečnými výsledky.
{\displaystyle {\begin{bmatrix}R_{\mathrm {linear} }\\G_{\mathrm {linear} }\\B_{\mathrm {linear} }\end{bmatrix}}={\begin{bmatrix}3.2410&-1.5374&-0.4986\\-0.9692&1.8760&0.0416\\0.0556&-0.2040&1.0570\end{bmatrix}}{\begin{bmatrix}X\\Y\\Z\end{bmatrix}}}
Vězte také, že jestliže jsou udány hodnoty CIE xyY barevného prostoru (kde x, y jsou souřadnicemi barev a Y je luminance /svítivost/), musí být prvně přeměněno CIE XYZ tristimulusních hodnot:
{\displaystyle X=Yx/y,\,}
{\displaystyle Z=Y(1-x-y)/y\,}
Střední parametry {\displaystyle R_{\mathrm {linear} }}, {\displaystyle G_{\mathrm {linear} }} and {\displaystyle B_{\mathrm {linear} }} jsou v barevné škále definovány v rozsahu [0,1], což znamená, že počáteční hodnoty X, Y, a Z jsou taktéž opatřeny měřítkem (pokud vycházíte z hodnot XYZ například do stovky, rozdělte nejprve osy na sto dílů nebo použijte matici a pak desetinné měřítko s konstantním intervalem [0,1] celkové délky osy). Lineární RGB hodnoty se obvykle pohybují v tomto obsahu, přičemž bílá má hodnotu (1,1,1); skutečné odpovídající hodnoty XYZ jsou pak vyjádřeny tak, že bílá je D65 s jednotnou svítivostí (X,Y,Z = 0.9505, 1.0000, 1.0890).
sRGB byl vytvořen k vyjádření typického skutečného s hodnotou gamma 2.2 a následující vzorec přetváří lineární hodnoty na sRGB. Z {\displaystyle C_{\mathrm {linear} }} do {\displaystyle R_{\mathrm {linear} }}, {\displaystyle G_{\mathrm {linear} }}, nebo {\displaystyle B_{\mathrm {linear} }}, a {\displaystyle C_{\mathrm {srgb} }} do {\displaystyle R_{\mathrm {srgb} }},{\displaystyle G_{\mathrm {srgb} }} nebo {\displaystyle B_{\mathrm {srgb} }}:
{\displaystyle C_{\mathrm {srgb} }={\begin{cases}12.92C_{\mathrm {linear} },&C_{\mathrm {linear} }\leq 0.0031308\\(1+a)C_{\mathrm {linear} }^{1/2.4}-a,&C_{\mathrm {linear} }>0.0031308\end{cases}}}
- kde {\displaystyle a=0.055\,}

Tato gamma upraví hodnoty v rozsahu od nuly do jedničky. Jestliže je hodnota v rozsahu od 0 do 255 je třeba, například 8bitové grafiky v zobrazovací jednotce, běžně je násobeno 255 stále dokola k celému číslu.

### Zpětná transformace
Znovu hodnoty sRGB komponent {\displaystyle R_{\mathrm {srgb} }}, {\displaystyle G_{\mathrm {srgb} }}, {\displaystyle B_{\mathrm {srgb} }} jsou v rozsahu od nuly do jedničky. (Rozsah od 0 do 255 může být jednoduše dělitelný 255).
{\displaystyle {\begin{bmatrix}X\\Y\\Z\end{bmatrix}}={\begin{bmatrix}0.4124&0.3576&0.1805\\0.2126&0.7152&0.0722\\0.0193&0.1192&0.9505\end{bmatrix}}{\begin{bmatrix}g(R_{\mathrm {srgb} })\\g(G_{\mathrm {srgb} })\\g(B_{\mathrm {srgb} })\end{bmatrix}}}
kde
{\displaystyle g(K)={\begin{cases}\left({\frac {K+a}{1+a}}\right)^{\gamma },&K>0.04045\\{\frac {K}{12.92}},&{\mbox{otherwise}}\end{cases}}}

## Teorie transformace
Transformace byla navržena pro gammu zhruba kolem 2.2, ale s lineárním úsekem blížícím se nule, abychom se vyhnuli nekonečnému sklonu v K=0, což může způsobit výpočetní problémy. Podmínka, když se {\displaystyle K_{0}} rovná K0 je:
{\displaystyle \left({\frac {K_{0}+a}{1+a}}\right)^{\gamma }={\frac {K_{0}}{\phi }},}
kde (použité {\displaystyle \gamma =2.4}) standardní hodnota of {\displaystyle \phi =12.92}, která byla použita nahoře, přináší {\displaystyle K_{0}=0.04045\ldots } a toto je použití transformace. Jestliže stanovíme podmínku, že stejně tak se shoduje sklon, potom musíme mít:
{\displaystyle \gamma \left({\frac {K_{0}+a}{1+a}}\right)^{\gamma -1}\left({\frac {1}{1+a}}\right)={\frac {1}{\phi }}.}
Nyní máme dvě obdoby. Jestliže přiřadíme těmto dvěma neznámým {\displaystyle K_{0}} a {\displaystyle \phi }, potom můžeme provést výpočet tak, abychom dosáhli hodnot {\displaystyle K_{0}=0.03928\ldots } a {\displaystyle \phi =12.9232\ldots }. Tyto hodnoty a z nich vyplývající {\displaystyle K_{0}/\phi =0.00304}, jsou někdy používány k popisu konverze sRGB. Publikace programátorů  sRGB's[1] užívají tohoto {\displaystyle K_{0}}, ale {\displaystyle \phi } používají 12.92, čímž dosahují malé diskontuity na křivce. I přes tuto diskontuitu někteří autoři tyto hodnoty přijali. Jako standardní bylo udržováno {\displaystyle \phi }=12.92 a hodnota {\displaystyle K_{0}} byla přepočítávána k dosažení kontinuální křivky, jak je již popsáno nahoře. Výsledkem byla diskontuita sklonu od 12.92 pod po 12.70 nad protětím.

## Použití
sRGB je doporučený barevný prostor pro Internet. Může být používán pro editaci a ukládání všech obrázků určených k publikaci na web, nicméně jeho zásluhou je barevná škála poněkud limitovaná, obrázky určené k profesionálnímu tisku mohou ztratit na kvalitě, může být zaměněn za jiný barevný prostor jako Adobe RGB (1998) mající jinou barevnou škálu.
Obrázky určené pro Internet a vytvořeny v jednom z ostatních barevných prostorů mohou být konvertovány do sRGB během editace, použitím vhodného editovacího programu, např. Paint Shop Pro nebo Adobe Photoshop; ideálně, originální nesRGB soubor může být uložen a konverze do sRGB zkopírována, ke ztrátě informací obrázku dojde během konvertování do méně běžného barevného prostoru.
Zásluhou standardizace sRGB na Internetu, na počítačích, na tiskárnách, používá k práci mnoho běžných uživatelů digitálních kamer a skenerů sRGB (pokud je dostupný). Použití ve spojení s inkoustovými tiskárnami, sRGB obrázky naprosto vyhovuje domácímu použití. Nicméně kvalitní LCD kamery jsou obvykle nekalibrované, to znamená, že třebaže je obrázek označený jako sRGB, nemůže se zaručit věrné zobrazení barev na LCD obrazovce.
Dva vévodící programovací rozhraní pro 3D grafiku, OpenGL a Direct3D mohou použít sRGB. OpenGL 2.1 začlení sRGB textury, je prvně začleněn EXT_texture_sRGB extension. OpenGL's EXT_framebuffer_sRGB extension /EXT vyrovnávací paměť sRGB typu/ podporuje rendrování ve vyrovnávací paměti za předpokladu přímého nebo sRGB barevného prostoru. DirectX9 podporuje RGB textury a rendrování v sRGB hladině používané Direct3D.

### Standardy
- IEC 61966-2-1:1999 je oficiální upřesnění sRGB. Umožňuje zhlédnutí prostředí, kódování a kolorimetrických detailů.
- Amendment A1:2003 to IEC 61966-2-1:1999 popisuje analogový sYCC kódující YCbCr barevný prostor, rozšířený-gamut RGB kódy a CIELAB transformuce.
- fourth working draft of IEC 61966-2-1 je přístupný online, ale není zcela kompletní.